# Eric Schüldt
Eric Johan Ragnar Schüldt, född 24 april 1979 i Hedvig Eleonora församling, Stockholms län, är en svensk programledare och kulturjournalist.

## Biografi
Eric Schüldt gick Adolf Fredriks musikklasser, sjöng i kör och tog pianolektioner i många år, och studerade journalistik vid Stockholms universitet.
Han har arbetat som discjockey på Spy Bar i Stockholm och ingått i redaktionen för tidningen Odd at Large 2006–2007. Spy Bar har i sin reklam berättat att Schüldt har serverat musik av den estniske kompositören Arvo Pärt på dansgolvet.
Schüldt har medverkat i Sveriges Radios program Flipper (P3), Kulturnytt (P1), Livet & Döden (P1), Händelsehorisonten (P2), Lördagsmorgon i P2 (P2) och Nya Vågen (P1). Våren 2006 ledde han programmet "Riktig musik" i Sveriges Radio P2. Kanalchefen Elle-Kari Höjeberg lät i januari 2007 den då 27-årige Eric Schüldt sätta sitt eget namn på programmet Schüldt i P2. Den första serien om tolv program om vardera 60 minuter hade premiär den 15 januari 2007. Genom en omplanering hos Sveriges Radio under 2008 nådde programmet en ännu större publik i grannkanalen P1. Programmet produceras för P1 av det fristående produktionsbolaget Filt.
Schüldt kombinerar kunskaper om klassisk musik med personliga intervjuer. Han har uttryckt oro för högkulturens undergång och analyserat vad digitaliseringen innebär för kulturen.
Schüldt i P2 vann musikklassen i Prix Italia 2007. Vid den svenska Radiodagen i september 2008 blev Eric Schüldt utnämnd till "årets rookie" (nykomling), med motiveringen att han presenterar "inte bara en modig blandning av klassisk musik och samtida pop utan också en säregen förmåga att i intervjuns form få musiker och kulturpersonligheter att tala om vad livet och konsten egentligen är".
Schüldt drev även bloggen Sorglösheten tillsammans med journalisten Anders Rydell och psykologkandidaten John Airaksinen; bloggen lades ner i november 2011.
Tillsammans med Per Johansson från Infontology skapade han programserien Människan och maskinen för Sveriges Radio P1. De tre delarna som sändes hösten 2012 följdes upp med en fortsättning i tio delar i podd-format. De fortsatte sedan med serien Kunskapens träd som en fristående podd och Myter & Mysterier som fortsättning på Kunskapens Träd. Tillsammans med Jonas Andersson gav han 2011 ut boken "Framtiden" om digitaliseringen. Han driver en podcast för Expressen Kultur kallad "60 minuter" där han gör långa intervjuer med kulturpersonligheter som Horace Engdahl, Karl Ove Knausgård och Nina Björk.
2015 tilldelades han Dagens Nyheters kritikerpris Lagercrantzen med motiveringen Årets pristagare är en estetisk ekumeniker, som säger det i toner lika väl som ord. Som introduktör och samtalspartner svävar han fritt mellan kulturhistoriens epoker och genrer, från bysantinska hymner till dj-båset i baren. Eric Schüldt förnyar folkbildningen och gör kulturjournalistiken till klassiskt klingande konst. Därför får han Lagercrantzen 2015.
I början av 2017 var Schüldt programledare för Idévärlden i Sveriges Television.
Eric Schüldt tilldelades Sveriges Radios språkpris år 2018 med motiveringen: "...som kittlar vår fantasi med språklig magi, och vars storslagna lågmäldhet både bildar och ger bilder i en personligt orkestrerad värld av ord och ton."

### Familj
Schüldt är dotterson till den norske tenoren Ragnar Ulfung.
Han är gift med journalisten Greta Schüldt och tillsammans har de två barn.